# Priléssie
Priléssie (en rus: Прилесье) és un poble de l'óblast de Tula, a Rússia, segons el cens del 2010 tenia 329 habitants.